# Wanlaweyn
Wanlaweyn – miasto w południowo-wschodniej Somalii; w regionie Shabeellaha Hoose; 22 016 mieszkańców (2005). Jest stolicą okręgu Wanlaweyn.